# Camponotus tonduzi
Camponotus tonduzi är en myrart som beskrevs av Auguste-Henri Forel 1899. Camponotus tonduzi ingår i släktet hästmyror, och familjen myror. Inga underarter finns listade.